# Colubraria cumingi
Colubraria cumingi is een slakkensoort uit de familie van de Colubrariidae. De wetenschappelijke naam van de soort is voor het eerst geldig gepubliceerd in 1861 door Dohrn.